# Andry Laffita
Andry Laffita Fernández (* 26. März 1978 in Pinar del Río) ist ein kubanischer Boxer. Laffita war Silbermedaillengewinner der Weltmeisterschaften 2005 und der Olympischen Spiele 2008 jeweils im Fliegengewicht (bis 51 kg).

## Werdegang
Andry Laffita begann als Jugendlicher mit dem Boxen und wurde nach ersten Erfolgen an das Leistungszentrum der kubanischen Boxer in Pinar del Río delegiert. 1996 nahm er im Alter von knapp 18 Jahren erstmals an den kubanischen Meisterschaften im Fliegengewicht teil und unterlag dort erst im Halbfinale gegen Hector Barrientos. Seinen ersten wichtigen Einsatz bei einer internationalen Meisterschaft absolvierte er noch im gleichen Jahr. Er vertrat Kuba bei der Junioren-Weltmeisterschaft im heimischen Havanna. Er besiegte dort alle Gegner, die sich ihm in den Weg stellten und wurde mit einem Punktsieg über Kamil Dschamatutinow aus Russland Junioren-Weltmeister.
1997 belegte Andry Laffita beim internationalen Turnier des kubanischen Boxverbandes Giraldo Córdova Cardín in Pinar del Río im Halbfliegengewicht nach einer Finalniederlage gegen Maikro Romero aus Kuba den 2. Platz.
Bei der kubanischen Meisterschaft 1999 unterlag er im Halbfinale des Halbfliegengewichts gegen Yan Barthelemí nach Punkten, gegen den er auch im Halbfinale des Giraldo Córdova Cardín-Turnieres 1999 in Santa Clara unterlag. In den folgenden Jahren scheiterte er dann bei den wichtigen Boxveranstaltungen in Kuba immer wieder an Yan Barthelemi, gegen den er insgesamt elfmal verlor, oder an Yuriolkis Gamboa. Außerdem war Andry Laffita wegen eines Dopingvergehens zwischen 1999 und 2001 gesperrt.
Im Jahre 2003 startete Andry Laffita bei drei Länderkämpfen auch in Deutschland. Er unterlag dabei in Frankfurt (Main) im Bantamgewicht gegen Alexander Propp nach Punkten und unterlag in Schriesheim im Fliegengewicht auch gegen Rustam Rahimov. In Speyer siegte er im Fliegengewicht gegen Witali Kiseljew nach Punkten.
Zu seinem nächsten Einsatz bei einer internationalen Meisterschaft kam er erst wieder im Jahre 2005. Yuriolkis Gamboa brachte ab diesem Jahr das Limit für das Fliegengewicht nicht mehr und Andry Laffita, der bis 2004 im Halbfliegengewicht gestartet war, rückte im Fliegengewicht an die Stelle von Gamboa. Bei der Weltmeisterschaft 2005 in Mianyang/China gelang ihm gleich ein überzeugender Einstand, denn er besiegte in seinem ersten Kampf den Weltmeister von 2003 Somjit Jongjohor aus Thailand nach Punkten (16:14). Dann gewann er auch gegen den Weltmeister von 2001 Jerome Thomas aus Frankreich nach Punkten (25:15), schlug Violino Payla aus den Philippinen durch Abbruch in der 3. Runde und besiegte Juan Carlos Payano aus der Dom. Rep. (31:22) und Mirat Sarsenbajew aus Kasachstan (21:16) nach Punkten. Damit stand er im Finale gegen den Südkoreaner Lee Ok-sung, dem er nach Punkten unterlag (22:33). Er wurde damit Vizeweltmeister 2005 im Fliegengewicht.
2006 und 2007 unterlag Andry Laffita bei der kubanischen Meisterschaft im Fliegengewicht jeweils gegen Yoandris Salinas nach Punkten und verlor im gleichen Jahr beim Giraldo Córdova Cardín-Turnier in Santa Clara auch gegen Yampier Hernández nach Punkten. Er kam deshalb bei den Panamerikanischen Spielen 2007 in Rio de Janeiro nicht zum Einsatz. Bei der Meisterschaft der kubanischen Leistungszentren siegte er über Aurelio Fuentes, Yorman Rodriguez, Yasmany Abel und Alexei Collada nach Punkten und verlor nur gegen Noelkis Cabreara.
Im Jahre 2008 wurde Andry Laffita dann mit einem Punktsieg über Alexei Collada (12:3) erstmals kubanischer Meister im Fliegengewicht. Anschließend belegte er bei der amerikanischen Olympiaqualifikation in Port of Spain/Trinidad nach Siegen über William Urina aus Kolumbien und Eddy Valenzela aus Guayana und einer Niederlage gegen Juan Carlos Payano den 2. Platz und hatte sich damit die Fahrkarte nach Peking erkämpft.
Er startete dann 2008 noch bei mehreren großen internationalen Turnieren. Er siegte im Endkampf der IV. Kubanischen Olympiade in Havanna über Juan Carlos Payana nach Punkten. Er siegte auch beim Gebrüder-Klitschko-Turnier in Kiew im Finale über Artem Dalakjan aus der Ukraine nach Punkten und unterlag im Finale des Grand Prix Turnieres in Ústí nad Labem/Tschechien gegen Mischa Alojan aus Russland nach Punkten, vorher hatte er u. a. den Deutschen Ronny Beblik nach Punkten besiegt. In Cuenca (Ecuador) wurde er dann Pan Amerikanischer Meister im Fliegengewicht durch einen Punktsieg im Finale über Juliano Neto aus Brasilien. Bei seinem letzten Start vor den Olympischen Spielen in Peking schlug er im Juni 2008 bei einem Länderkampf Kuba gegen Frankreich in Havanna Jérôme Thomas nach Punkten.
Bei den Olympischen Spielen in Peking gelang Andry Laffita der ersehnte Medaillengewinn. Er besiegte im Fliegengewicht den talentierten Engländer Khalid Saeed Yafai nach Punkten (9:3), dann punktete er den Mitfavoriten McWilliams Arroyo aus Puerto Rico aus und gewann im Halbfinale auch gegen den dreifachen Europameister Georgi Balakschin nach Punkten (9:8. Im Finale musste er sich aber einem besseren, dem Thailänder Somjit Jongjohor klar mit 2:8 Treffern beugen.
Nach einer einjährigen Pause startete Laffita 2010 ein Comeback, konnte sich jedoch auf nationaler Ebene nicht mehr durchsetzen, so dass er seine Karriere beendete.

## Internationale Erfolge
(OS = Olympische Spiele, WM = Weltmeisterschaften, Halbfliegengewicht, bis 48 kg, Fliegengewicht, bis 51 kg u. Bantamgewicht, bis 54 kg Körpergewicht)
| Jahr | Platz  | Wettbewerb                                                     | Gewichtsklasse         | |
| 1996 | 1.     | Junioren-WM in Havanna                                         | Halbfliegen            | vor Kamil Dschamatutina, Russland u. Wladimir Metelew, Weißrussland |
| 1997 | 2.     | Giraldo Córdova Cardín-Turnier in Pinar del Río                | Halbfliegen            | hinter Maikro Romero, Kuba und vor Nelson González Moreira, Guayana |
| 1999 | 3.     | Giraldo Córdova Cardín-Turnier in Santa Clara                  | Halbfliegen            | hinter Yan Barthelemí, Kuba u. Ali Quamar, Indien |
| 2001 | 5.     | Giraldo Córdova Cardín-Turnier in Havanna                      | Sieger: Yan Barthelemi | |
| 2002 | 5.     | Giraldo Córdova Cardín-Turnier in Pinar del Río                | Halbfliegen            | Sieger: Yan Barthelemi |
| 2002 | 2.     | I. Kuban. Olympiade in Havanna                                 | Halbfliegen            | hinter Yan Barthelemi |
| 2003 | 2.     | Giraldo Córdova Cardín-Turnier in Santiago de Cuba             | Halbfliegen            | hinter Yan Barthelemi |
| 2004 | 3.     | II. Kuban. Olympiade                                           | Halbfliegen            | Sieger: Yan Barthelemi |
| 2005 | 2.     | Giraldo Córdova Cardín in Cienfuegos                           | Halbfliegen            | hinter Yan Barthelemi |
| 2005 | 1.     | Copa Independencia in Santiago de los Caballeros, Dom. Rep.    | Halbfliegen            | vor Deivi Mota, Dom. Rep. |
| 2005 | 2.     | WM in Mianyang/China                                           | Fliegen                | hinter Lee Ok-sung, Südkorea und vor Mirat Sarsenbajew, Kasachstan u. Rau’Shee Warren, USA                                                                                                |
| 2006 | 3.     | III. Kuban. Olympiade in Havanna                               | Fliegen                | Sieger: Juan Carlos Payano, Dom. Rep. |
| 2007 | 2.     | Giraldo Córdova Cardín-Turnier in Santa Clara                  | Fliegen                | hinter Yampier Hernández, Kuba |
| 2008 | 2.     | Amerik. Olympiaqualifikationsturnier in Port of Spain/Trinidad | Fliegen                | hinter Juan Carlos Payano u. vor Eddy Valanzuela, Guayana |
| 2008 | 2.     | Copa Independencia in Santiago de los Caballeros, Dom. Rep.    | Fliegen                | hinter Juan Carlos Payano |
| 2008 | 1.     | IV. Kuban. Olympiade in Havanna                                | Fliegen                | vor Juan Carlos Payano |
| 2008 | 1.     | Gebr.-Klitschko-Turnier in Kiew                                | Fliegen                | vor Artem Dalakjan, Ukraine |
| 2008 | 2.     | Grand Prix in Ústí nad Labem/Tschechien                        | Fliegen                | hinter Michail Alojan, Russland |
| 2008 | 2.     | Strandja-Turnier in Plowdiw/Bulgarien                          | Fliegen                | hinter Ilja Filipow, Bulgarien |
| 2008 | 1.     | Panamerik. Meisterschaften in Cuenca/Ekuador                   | Fliegen                | vor Juliano Neto, Brasilien u. Patricio Galero, Ekuador |
| 2008 | Silber | OS in Peking                                                   | Fliegen                | mit Punktsiegen über Khalid Saeed Yafai, England (9:3), McWilliams Arroyo, Puerto Rico, Georgi Balakschin, Russland (9:8) u. einer Punktniederlage gegen Somjit Jongjohor, Thailand (2:8) |
| 2008 | 2.     | Welt-Cup in Moskau                                             | Fliegen                | mit Punktsiegen über Anwar Yunusow, Tadschikistan (13:1) u. Jitender Kumar, Indien (14:6) u. einer Punktniederlage gegen Michail Alojan (6:20)                                            |

## Länderkämpfe
- 2003 in Frankfurt (Main), Deutschland gegen Kuba, Ba, Punktniederlage gegen Alexander Propp,
- 2003 in Schriesheim, Deutschland gegen Kuba, Fl, Punktniederlage gegen Rustam Rahimov,
- 2003 in Speyer, Deutschland gegen Kuba, Fl, Punktsieger über Vitalij Kiselev,
- 2003 in Beauvais, Frankreich gegen Kuba, Fl, Punktniederlage gegen Jérôme Thomas,
- 2003 in Chamalières, Frankreich gegen Kuba, Fl, Punktsieger über Daouda Sow,
- 2003 in Mureeau, Frankreich gegen Kuba, Fl, Punktniederlage gegen Jérôme Thomas,
- 2005 in Moskau (World Cup), Kuba gegen Thailand, Fl, Punktniederlage gegen Somjit Jongjohor,
- 2005 in Moskau (World Cup), Kuba gegen Kasachstan, Fl, Punktniederlage gegen Mirzhan Rahimschanow,
- 2005 in Moskau (World Cup), Kuba gegen Russland, Fl, Punktsieger über Georgi Balakschin,
- 2006 in Havanna, Kuba gegen die Volksrepublik China, Fl, Punktsieger über Ling Zhigao,
- 2006 in Baku (World Cup), Kuba gegen Kasachstan, Fl, Punktsieger über Schandos Schumabekow,
- 2006 in Baku (World Cup), Kuba gegen Aserbaidschan, Fl, Punktsieger über Rachim Nadjafow,
- 2006 in Baku (World Cup), Kuba gegen Russland, Fl, Punktniederlage gegen Georgi Balakschin,
- 2007 in Temirtau, Kasachstan gegen Kuba, Fl, Punktniederlage gegen Birschan Schaqypow,
- 2007 in Satpajew, Kasachstan gegen Kuba, Fl, Punktsieger über Nurlan Abdrahimow,
- 2008 in Havanna, Kuba gegen Frankreich, Fl, Punktsieger über Jérôme Thomas

## Kubanische Meisterschaften
- 1996, Fl, Punktniederlage gegen Hector Barrientos im Halbfinale,
- 1999, Hfl, Punktniederlage gegen Yan Barthelemí im Halbfinale,
- 2001, Hfl, Punktniederlage gegen Yuriolkis Gamboa im Viertelfinale,
- 2002, Hfl, Punktniederlage gegen Yan Barhelemi im Halbfinale,
- 2003, Hfl, Punktniederlage gegen Yorman Rodríguez López im Halbfinale,
- 2004, Hfl, Punktniederlage gegen Yan Barthelemi in der Vorrunde,
- 2005, Hfl, Punktniederlage gegen Yan Barthelemi im Finale,
- 2006, Fl, Punktniederlage gegen Yoandris Salinas im Finale,
- 2007, Fl, Punktniederlage gegen Yoandris Salinas im Finale,
- 2008, Pl, Punktsieger gegen Alexei Collada im Finale

## Weblink
Amateurkämpfe Andry Laffita (Memento vom 2. November 2007 im Internet Archive)
| Personendaten    | Personendaten                                       |
| ---------------- | --------------------------------------------------- |
| NAME             | Laffita, Andry                                      |
| ALTERNATIVNAMEN  | Laffita Fernández, Andry; Laffita Fernández, Andris |
| KURZBESCHREIBUNG | kubanischer Boxer                                   |
| GEBURTSDATUM     | 26. März 1978                                       |
| GEBURTSORT       | Pinar del Río, Kuba                                 |